# Coccoloba guanacastensis
Coccoloba guanacastensis W.C.Burger – gatunek rośliny z rodziny rdestowatych (Polygonaceae Juss.). Występuje naturalnie w Nikaragui oraz Kostaryce. 

## Morfologia
PokrójWiecznie zielone drzewo dorastające do 20 m wysokości.
LiścieIch blaszka liściowa ma kształt od podłużnego do podłużnie eliptycznego. Mierzy 9–23 cm długości oraz 6–11 cm szerokości, jest całobrzega, o rozwartej nasadzie i wierzchołku od tępego do ostrego. Ogonek liściowy jest owłosiony i osiąga 15–30 mm długości. Gatka jest naga i dorasta do 4–8 mm długości.
KwiatyJednopłciowe, zebrane w gęste grona o długości 10–15 cm, rozwijają się na szczytach pędów. Listki okwiatu mają owalny kształt i białą barwę.
OwoceMają jajowaty kształt, osiągają 8–10 mm długości.

## Biologia i ekologia
Rośnie w lasach kserofitycznych. Występuje na wysokości do 800 m n.p.m.